# Tesproti
Tesproti (grško Θεσπρωτοί, Thesprōtoí) so bili antično grško pleme, podobno Molosom, ki je prebivalo v kraljestvu Tesprotis v Epirju. Tesproti, Molosi in Haoni so bili glavna plemena severozahodne skupine grških plemen. Na severozahodu so mejili s Haoni in na severu z Mološkim kraljestvom. Tesprotijo pogosto omenja Homer kot državo, ki je imela prijateljske odnose z Itako in Kefalonijo. Tesproti so prvotno posedovali Dodono, najstarejše versko svetišče v Grčiji. Kasneje so bili del Epirske zveze, dokler niso bili okoli leta 168 pr. n. št. priključeni k Rimski republiki.

## Geografija
Strabon je Tesprote umestil na obalo jugozahodnega Epirja. Tesprotija je obsegala ozemlje med Ambraškim zalivom na jugu do reke Tiamis (Kalamas) na severu in od Pindskega gorstva na vzhodu do Jonskega morja na zahodu. Po legend so Desproti dobili ime po pelašlem voditelju in prvem vladarju Tesprotu, ki je zgradil tesprotsko prestolnico Efiro (Cihorus).  Druga pomembna tesprotska mesta so bila Pandozija, Titani (Igumenica), Himerion, Torine, Fanote, Kasope, Fotike, Buketa in Batiai. Eno od mest se je po njih menovalo Tesprotija.

## Pleme
Po Strabonu so bili Tesproti ob Haonih in Molosih najbolj znani med štirinajstimi epirskimi plemeni.  V Epirju so najprej vladali Haoni in za njimi Tesproti in Molosi. Strabon omenja tudi to, da so vsa tri ljudstva svoje starejše može imenovali pelai, starejše žene pa peliai (*pel-, "siv" (podobni so starogrški izrazi pelitnós – "siv", peleia – "golob", ker je temno sive barve, poliós – siv in inpollós – temen). Njihovi senatorji so se imenovali peligones (Πελιγόνες), podobno kot makedonski  peliganes  (Πελιγᾶνες). Napis v Gumaniju iz druge polovice 4. stoletja pr. n. št. kaže, da je bila organizacija tesprotske države podobna organizacijam drugih epirskih držav. Najvišji državni funkcionarji so bili prostates (προστάτες, kar dobesedno pomeni  "varuhi"), tako kot v večini takratnih grških plemenskih držav. Prostate so imenovali tudi grammateus (γραμματέυς), kar pomeni "sekretar", demiourgoi (δημιουργοί) - "ustvarjalci", hieromnemones (ιερομνήμονες) - "svetega spomina" in synarchontes (συνάρχοντες) - "sovladarji".

### Podplemena
Tesproti so bili razdeljeni a številna podplemena. Mednje so spadali Elopi, Greki, Kasopeji, Driopi, Dodonci (Δωδωναίοι), Egesteji, Eleoji, Elinoji, Efiroji,  Ikadotoji, Kartatoji, Kestrinoji, Klautrioji, Kropioji, Lariseoji, Onopernoji, Opatoji, Tieoji, Torideoji, Fanoteji, Farganeoji, Paraueji, Fjalati in Himeroji. Nekatera lemena so se odselila in ustanovila svoje kolonije na Itaki, Lefkadi, Akarnaniji, delih južhne Grčije, Tesaliji in Italiji.</ref>Hammond 1986, str. 75.</ref>

## Mitologija
Po epski pesnitvi Telegonija (Τηλεγόνεια) je Odisej prišel v deželo Tesprotijo in tam ostal več let. Poročil se je s tesprotsko kraljico Kalidike in z njo imel sina Polipoeta. Tesprote je vodil v vojni proti Brigom, vendar je prvo bitko izgubil, ker je bil bog vojne Ares na nasprotnikovi strani. Odiseja je nameravala podpreti boginja Atena, tako da je Aresa zapletla v nek drug spopad, dokler jih bog Apolon ni ločil. Ko je Kalidike umrla, se je Odisej vrnil domov na Itako in pustil njunega sina Polipoeta, da je vladal v Tesprotiji.

## Zgodovina
- 5. stoletje pr. n. št.: zavezništvo s Korintom
- 415–404 pr. n. št.: zavezništvo z Atenami in Molosi
- 400 pr. n. št.: mološka zasedba Kasopeje, Dodone in vzhodne Tesprotije
- sredina 4. stoletja pr. n. št.: Tesprotska zveza
- 343–300 pr. n. št.: zavezništvo z Makedonijo
- 300 pr. n. št.: član Mološke zveze
- 220–167 pr. n. št.: član Epirske zveze (skupaj s Haoni in Molosi)
- 148–27 pr. n. št.: del  rimske province Makedonije
- od 27 pr. n. št.: del rimske province Ahaje

## Znani Tesproti
- kraljica Kalidike, Odisejeva žena
- kralj Adonej Efirski, Perzefonin mož
- Poini: Admat; Tesproti: Petoas, Simak; Kasopeja: Skep, Aristodam; Pandozija: Dioszot; Epidaurus: Teorodokoj (leta 365 pr. n. št.)[15][16]
- Aleksander, prostat, sredina 4. stoletja pr. n. št.[17]
- Ksenarh, sin Ksenona iz Kasopeje (nagrobna stela), okoli 310 pr. n. št.[18]
- Galit, sin Ksenona iz Kasopeje (nagrobna stela), okoli 275 pr. n. št.[19]
- Sokratis, hčerka Sotiona iz Buhete (nagrobna stela), okoli 250 pr. n. št.[20]
- Ksenij iz Kasopeje, proksen v Tireji na Akarnaniji, 3. stoletje pr. n. št.[21]
- Alkim, sin Nikandra, proksen v Delfih okoli 215. pr. n. št.[22]
- Evharon i Evnostid,  proksena v Termu (Etolija), pozno 3. stoletje pr. n. št. ali zgodnje 2. stoletje pr. n. št.[23]
- Milon, sin Sosandra, pozno 3. stoletje pr. n. št.[24]
- Opat, posvečen Zevsu Naosu v Dioni in Zevsu Buleu v Dodoni, okoli 215–210 pr. n. št.[25]
- Simak, sin Falakriona, 2. stoletje pr. n. št., rokoborec (pankration) iz Epidavra,  ki je bil s še dvema atletoma kaznovan z globo 1000 staterjev[26]
- Demetrij, sin Mahata, posvečen Apolonu v Kurionu na Cipru,[27] poveljnik ptolemajskega mesta Kurion[28]
- Alkemah, sin Haropsa, tekač na 400 m na Panatenskih igrah, Demetrijev nečak[28]
- Ehenika, hčerka Menedama in Aristokrateje, Liksenova žena (nagrobna stela), 2. stoletje pr. n. št.[29]